# Colette Flesch
Pour les articles homonymes, voir Flesch.
Colette Flesch, née le 16 avril 1937 à Dudelange, est une escrimeuse et femme politique luxembourgeoise.
Comme femme politique, elle sert à de nombreux postes, à la fois au gouvernement et au sein du Parti démocratique et de l'Alliance des libéraux et des démocrates pour l'Europe.

## Biographie
En tant qu'escrimeuse, Colette Flesch participe en individuel aux Jeux olympiques de 1960, 1964 et 1968.
En décembre 1968, elle est élue à la Chambre des députés lors d'une élection anticipée. En 1970, à 32 ans, elle est la première femme élue maire de la ville (bourgmestre) de Luxembourg . Elle reste en poste jusqu'en 1980. Elle est élue à la Chambre des députés de 1969 à 1980, puis de 1984 à 1989 et de 2004 à 2009, et au Parlement européen de 1969 à 1980, de 1984 à 1985, de 1989 à 1990 et de 1999 à 2004. 
En 1976, elle est la secrétaire générale du Parti démocratique. Elle en devient la présidente de 1981 à 1989.
De 1980 à 1984, elle est la vice-Première ministre du gouvernement de Pierre Werner : elle est à la fois ministre des Affaires étrangères, du Commerce extérieur, de la Coopération, de l'Économie, des Petites et Moyennes entreprises et de la Justice.
De 1990 à 1999, elle a été la directrice générale de l'Information, de la Communication et de la Culture et à l'Audiovisuel à la Commission européenne.
Elle a également été présidente de l'Institut européen des Itinéraires culturels (IEIC).